# Malajsijská hokejová reprezentace
Malajsijská hokejová reprezentace je národní hokejové mužstvo Malajsie. Hokejová federace sdružuje 256 registrovaných hráčů (z toho 119 seniorů), majících k dispozici halu s umělou ledovou plochou 600místný malajský národní bruslařský stadion poblíž hlavního města Kuala Lumpur. Malajsie je členem Mezinárodní federace ledního hokeje od 28. září 2006. Kluziště umožňuje Malajsii účast na mistrovství světa v ledním hokeji. Malajský národní tým nastoupí v divizi IV v roce 2022, dosud se Malajsijská hokejová reprezentace účastnila jen IIHF Challenge Cup of Asia.

## Mistrovství světa v ledním hokeji
| MS        | Úroveň       | Místo turnaje | Umístění                         |
| --------- | ------------ | ------------- | -------------------------------- |
| MS – 2020 | Divize IV    | Biškek        | Zrušeno kvůli pandemii covidu-19 |
| MS – 2021 | Divize IV    | Biškek        | Zrušeno kvůli pandemii covidu-19 |
| MS – 2022 | Divize IV    | Biškek        | 48. místo                        |
| MS – 2023 | Divize III B | Sarajevo      | 52. místo                        |

## Mezistátní utkání Malajsie
26.01.2007  Malajsie 7:3 Hongkong 
29.01.2007  Jižní Korea 14:0 Malajsie 
30.01.2007  KLDR 15:0 Malajsie 
02.02.2007  Kuvajt 10:2 Malajsie 
24.04.2008  Malajsie 4:2 Hongkong 
24.04.2008  Malajsie 2:1 Singapur 
25.04.2008  Thajsko 2:2 Malajsie 
26.04.2008  Tchaj-wan 5:2 Malajsie 
26.04.2008  Malajsie 4:0 Macao 
15.03.2009  Malajsie 4:2 Mongolsko 
16.03.2009  Thajsko 8:2 Malajsie 
17.03.2009  Malajsie 10:1 Indie 
19.03.2009  Spojené arabské emiráty 3:1 Malajsie 
20.03.2009  Malajsie 4:3 Hongkong 
29.03.2010  Malajsie 5:1 Kuvajt 
31.03.2010  Malajsie 7:1 Macao 
01.04.2010  Thajsko 6:1 Malajsie 
02.04.2010  Singapur 3:3 Malajsie 
03.04.2010  Spojené arabské emiráty 4:1 Malajsie 
04.04.2010  Thajsko 5:2 Malajsie 
28.01.2011  Malajsie 25:0 Bahrajn 
29.01.2011  Malajsie 12:7 Kuvajt 
01.02.2011  Kyrgyzstán 23:2 Malajsie 
02.02.2011  Thajsko 16:1 Malajsie 
04.02.2011  Spojené arabské emiráty 7:1 Malajsie 
05.02.2011  Mongolsko 6:5 Malajsie 
19.03.2012  Malajsie 8:1 Macao 
20.03.2012  Malajsie 13:2 Indie 
21.03.2012  Malajsie 18:2 Indie 
22.03.2012  Malajsie 5:2 Macao 
23.03.2012  Malajsie 3:0 Tchaj-wan 
24.03.2012  Spojené arabské emiráty 15:0 Malajsie 
25.03.2012  Malajsie 5:3 Kuvajt 
16.03.2013  Spojené arabské emiráty 7:1 Malajsie 
18.03.2013  Thajsko 16:3 Malajsie 
20.03.2013  Kuvajt 6:2 Malajsie 
21.03.2013  Tchaj-wan 9:1 Malajsie 
22.03.2013  Kuvajt 4:3 Malajsie 
10.04.2015  Singapur 10:2 Malajsie 
11.04.2015  Singapur 11:3 Malajsie 
18.04.2015  Kyrgyzstán 6:5 Malajsie 
19.04.2015  Omán 8:7 Malajsie 
21.04.2015  Kuvajt 1:0 Malajsie 
22.04.2015  Singapur 4:1 Malajsie 
24.04.2015  Malajsie 16:4 Indie 
09.04.2016  Malajsie 3:1 Katar 
11.04.2016  Kyrgyzstán 9:5 Malajsie 
13.04.2016  Malajsie 6:1 Macao 
14.04.2016  Malajsie 11:5 Indie 